# Krall Crags
Die Krall Crags sind zwei 1400 m hohe und felsige Berggipfel auf der antarktischen Ross-Insel. Sie ragen 2 km westnordwestlich des Abbott Peak am Nordwesthang des Mount Erebus auf.
Das Advisory Committee on Antarctic Names benannte sie im Jahr 2000 auf Vorschlag des neuseeländischen Geochemikers Philip Raymond Kyle. Namensgeberin ist die US-Amerikanerin Sarah Krall, die über zehn Jahre in unterschiedlicher Funktion unter anderem für die National Science Foundation auf der Ross-Insel tätig war.